# Compagnie du Katanga

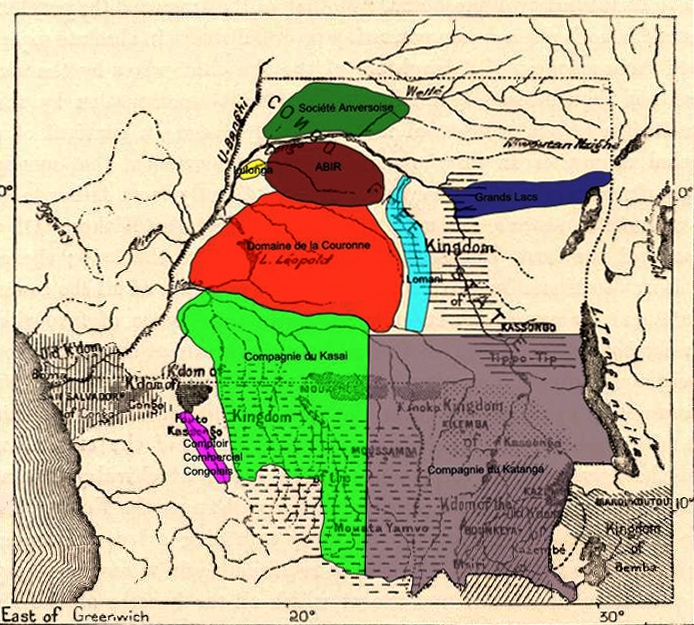
Compagnies concessionnaires de l'État indépendant du Congo, les territoires de la Compagnie du Katanga sont en gris.

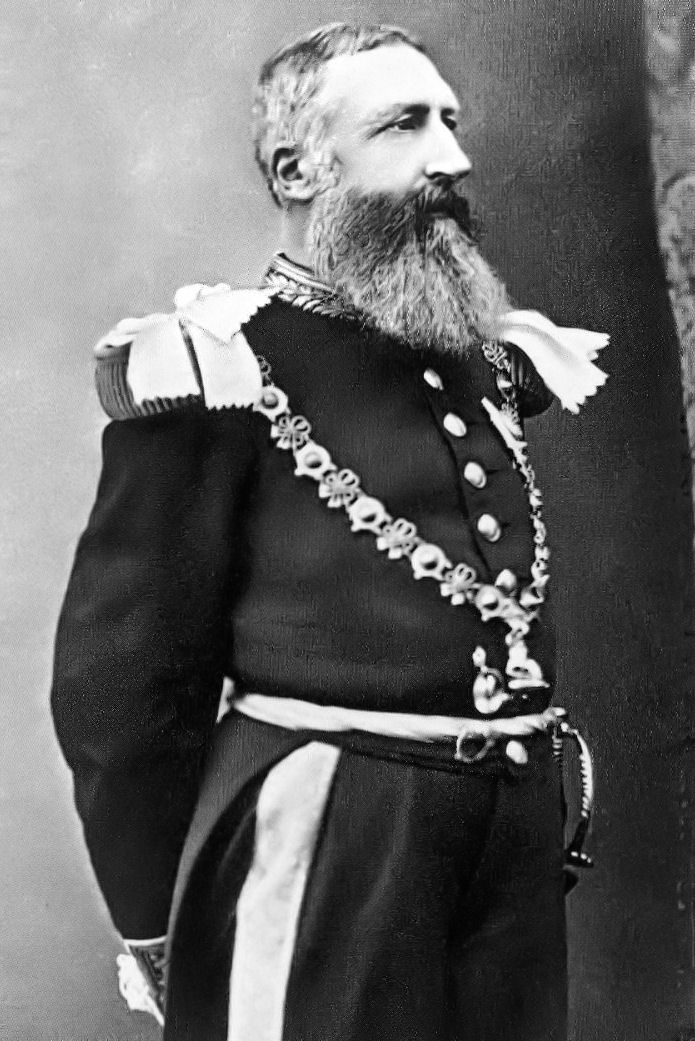
Léopold II, Roi des belges (1885-1908)

La Compagnie du Katanga est une entreprise concessionnaire ou compagnie à charte de l'État indépendant du Congo (EIC), territoire qui appartenait à Léopold II. Elle est créée en 1891 pour occuper et exploiter un territoire de quinze millions d'hectares correspondant au Katanga actuel et dissuader le Royaume-Uni de le revendiquer, les droits de l'EIC sur le territoire étant, à cette époque, contestés. L'entreprise obtient une concession de droits miniers de 99 ans sur un tiers de la région concernée et des droits préférentiels pendant 20 ans sur le reste du territoire.

## La création
La compagnie nait dans un contexte colonial. Entre le XIXe et XXe, la colonisation était perçue comme ayant une double fonction. Dans un premier temps, les colonies permettent d’accroitre la puissance et la prospérité de la métropole. Dans un second temps, les populations colonisées recevaient la « civilisation » en contrepartie de leurs ressources naturelles et du travail fourni à leur « Mère patrie ». La figure de Léopold II, souverain des Belges et de l’État indépendant du Congo reste une figure indissociable de la colonisation bien que la période durant laquelle il a exercé son contrôle. (1885-1909) est très courte comparé à la période du Congo belge (1908-1960). Léopold II, « en l’absence de toute tradition impériale », n’a pas impliqué les Belges dans son projet de colonisation du Congo. La colonie n’appartient pas à la Belgique. Léopold II a acquis le Congo en 1885 et a presque aussitôt entrepris des expropriations. Il décide par la même occasion que les terres faiblement peuplées et inexploitées du Congo sont des « terres vacantes » et reviennent par conséquent à l’État belge. L’expropriation permet d’exploiter les terres, de les vendre, d’en faire des concessions ou d’en faire des land grands aux compagnies qui investissent au Congo. L’objectif est d’attirer un maximum de fonds afin de pouvoir exploiter le plus rapidement possible.

Drapeau de L'État Indépendant du Congo

Léopold II détient toujours le Congo et a une vision bien précise de ce qu’il veut en faire. En effet, il veut le mettre en valeur mais cette mise en valeur coûte de l’argent. Or il n’a pas assez de fonds propres. Il va donc se tourner vers les entreprises grâce au procédé des « Compagnies à charte ». Ce système de « Compagnies à Charte » fut un instrument de colonisation usité par les Britanniques et Allemands. Ces « Compagnies à chartes » possédaient des pouvoirs dits étatiques comme celui de poser des actes administratifs, lever des impôts ou encore de recruter des forces armées.On peut donc constater qu’il y a un lien étroit entre les activités commerciales et les fonctions étatiques qui lui sont octroyées. Le 27 décembre 1886, Albert Thys, officier d’ordonnance de Léopold II, crée la « Compagnie du Congo pour le commerce et l’industrie » afin de soutenir l’œuvre coloniale de Léopold II. Nonobstant son faible capital d’un million de francs, la compagnie réussit tout de même à rassembler des administrateurs siégeant dans des sociétés importantes. Il y a notamment Edouard Desperet qui fait partie de la Société générale et Jules Urban qui est actif au sein du Grand Central belge. Au fil des années, la Compagnie du Congo pour le Commerce et l’Industrie va développer plusieurs filiales et sous-holdings, inscrites dans tous les secteurs économiques congolais. Ces filiales vont à leur tour créer des filiales en tous genres. La plus grande et plus importante de ces filiales est la Compagnie du Katanga créée le 15 avril 1891. 

## Le but et le fonctionnement
La compagnie du Katanga est donc une compagnie à charte. La compagnie peut être considérée comme ayant un double rôle, à savoir réaliser un maximum de bénéfices et en tant que « chartered », elle jouissait d’une partie des prérogatives étatiques. D’une part, les actionnaires voyaient les gains qu’ils allaient percevoir faciliter grâce à la puissance publique. D’autre part, l’État voyait un moyen peu couteux et pratique d’étendre sa puissance en vue de la probable annexion des territoires occupés. La compagnie du Katanga a un capital de 3 millions de francs, comprenant des fonds britanniques. 
Les tensions subsistantes entre la Compagnie du Katanga et l’État indépendant du Congo ont permis à Cécil Rhode d’en profiter. Il a mis sur pied la « Tanganyika Concessions Limited » qui est une société d’exploration minière qui a entrepris des recherches et qui trouva des traces d’or, le gîte de Kipushi ainsi que le gisement rhodésien de Nkana. La Tanganyika a aussitôt demandé un permis d’exploitation du Katanga. Dans le dessein de faire barrage aux Britanniques, l’État et la Compagnie du Katanga se rapprochèrent. Le 19 juin 1900, le Comité spécial du Katanga a été créé et a obtenu un bail de 99 ans sur la région.
La compagnie du Katanga est survenue à une période où l’État était dans l’incapacité d’assurer les expéditions nécessaires et où les titres de l’État indépendant sur le Sud-ouest congolais étaient contestés. La compagnie a reçu un tiers des terres vacantes et en contrepartie elle devait explorer, administrer, occuper, organiser et créer une infrastructure économique. Les deux autres tiers restent donc la propriété de l’État .À l'origine, le territoire n'est pas concédé d'un bloc, mais est divisé en plusieurs milliers de blocs de 12 500 hectares répartis parmi les blocs appartenant à l'État. Cette technique du plan en damier a été favorisée pour éviter une mise en valeur trop concentrée. Outre les terres cédées en pleine propriété, la compagnie possédait aussi une concession de nonante-neuf ans pour l’exploitation du sous-sol de « son » territoire et un droit préférentiel de vingt-neuf ans sur les concessions éventuelles relatives au sol de l’État.

## Les richesses du Katanga
Le Katanga est une région qui regorge de richesses. Cela est connu ou à tout le moins soupçonné depuis longtemps par les Européens puisqu’un rapport du gouverneur portugais du Mozambique datant de 1798 fait mention de la présence de cuivre au Katanga. Durant cette période, annuellement, au mois de mai, les peuples indigènes partaient pour « la campagne du cuivre ». Les exportations étaient déjà courantes. En effet, du cuivre était transporté vers l’Ouest africain, la Côte atlantique ainsi que vers l’Est à travers le plateau des Grands Lacs. De plus, du cuivre était également exporté vers les Indes, via le port de Malindi au Tanganyika et vers l’Europe par les ports de l’Angola. Des grands explorateurs de l’Afrique centrale tels que Burton, Speke et Livingstone ont attesté de la richesse du Katanga dans leur récit de voyage. De 1891 à 1894, les Belges ont pris possession de la région. « Quatre expéditions successives ont été demandées par Delcommune, Bias, Stairs et Francqui qui progressèrent non sans peine vers les hauts plateaux du Katanga. Les Belges devancèrent de peu les lieutenants de Cécil Rhode qui voulaient à l’instar des Belges, prendre possession des gisements de cuivre de Kambove repéré par Cornet en 1892. Ce qui suscitait une grande convoitise était surtout les grandes richesses aurifères qui semblaient être très importantes.

## Les ressources minières du Katanga
Le Katanga est une terre riche en toutes sortes de minerais. Le sud de cette zone est l’une des plus grandes réserves de cuivre et la plus grande réserve de cobalt au monde. On y retrouve aussi d’autres métaux lourds comme de l’uranium dans la région de Kasompi et de Shinkolobwe, du manganèse au Kapolo ou encore du nickel à Mindigi.

## La fin et le remplacement de la compagnie
La compagnie du Katanga n’a connu qu’un court essor. En effet, le système de damier mis initialement en place, au vu de ses faibles résultats, s’est rapidement avéré inefficace. Ce système, jugé finalement peu pratique, est modifié en 1900, via la création du « Comité spécial du Katanga » (CSK), une des institutions  congolaises les plus singulières qui fut créée en substitution à la compagnie afin de mettre fin à l’indivision stérile initiale. Elle est chargée de gérer conjointement les terres étatiques et celles de la compagnie, les frais, charges, pertes et bénéfices étant répartis à raison d'un tiers pour la compagnie et deux tiers pour l'État. Très rapidement après sa constitution, le CSK passe un accord (1900-1901) avec l'entrepreneur britannique Robert Williams (entrepreneur) (en), convenant que chacune des parties contractantes investirait de manière égale les capitaux nécessaires à la découverte et à l’exploitation de nouveau gisement et que 60% des bénéfices reviendraient au comité et 40 au groupe Williams aussi appelé la Tanganyika Concession. Les deux compagnies étaient chargées de la prospection minière et de la création des compagnies d'exploitation avec une répartition par moitié des droits entre elles (le CSK et la compagnie de Robert Williams). Cet accord prévoyait plus précisément l’autorisation pour la TCL de procéder à la prospection des régions du Katanga pendant 5 ans et d’exploiter les mines avec le Comité spécial pour une durée de trente ans (qui deviendront 89 ans). Le Comité spécial exerce donc un pouvoir absolu sur les terres. En outre, le Comité spécial s’est vu déléguer le pouvoir par un décret du 6 décembre 1900, d’exercer l’autorité de l’État sur les terres du Katanga. 
Grâce aux subventions de l’État, le Comité est parvenu à élargir significativement le « portefeuille colonial » (contenant toutes les actions que l’État possède dans différentes sociétés) « par une prise de participation dans des sociétés diverses ». La direction du Comité spécial est composée de 6 membres. Quatre de ses membres ont été nommés par l’État indépendant du Congo et les autres nommées par la Compagnie du Katanga. Ces deux compagnies ont confié leurs biens communs afin que le Comité se charge de les gérer. La mission principale du Comité est d’assurer la direction et l’exploitation de tous les terrains appartenant au domaine de l’État et à la Compagnie du Katanga. Pour une durée limitée à 99 ans, le Comité reçoit 45 millions d’hectares avec des droits économiques et d’administration. La compagnie du Katanga a joué un rôle prépondérant à la suite de sa limitation à la compétence économique en 1910. Après cela, le Comité spécial a pris de facto la tête de la Compagnie du Katanga. « La présence dans le conseil d’hommes d’affaires tels que Albert Thys, Edouard Desperet, Léon Lambert, Constant Goffinet et le comte John d’Oultremont atteste du fait que les intérêts publics et les intérêts privés sont indissociables. Durant le régime du Congo belge, une organisation similaire verra également le jour en 1927 dans la région du Kivu : le Comité national du Kivu. Par ailleurs, le Comité s’est vu conférer l’entièreté des mines du Katanga avec l’autorisation de les gérer lui-même ou de les céder à des sociétés concessionnaires.
De cette association, naît le 28 octobre 1906, l'Union minière du Haut Katanga (UMHK), financée pour moitié par la compagnie de Robert Williams, la « Tanganyika Concessions Limited » et pour l'autre par la Société générale de Belgique, laquelle récupère les actifs du CSK, actions et territoires concédés ; UMHK est, jusqu'à l'indépendance, la plus importante entreprise opérant au Congo. Elle a connu une croissance fulgurante en très peu de temps. La compagnie commence à exploiter le cuivre présent dans le sud du Katanga en 1912 et en 1929, l’Union minière du Haut Katanga devient le troisième plus grand producteur de cuivre dans le monde. L’Union minière est créée conjointement à deux autres entreprises : la Société internationale forestière et minière du Congo (FORMINÈRE) et la Compagnie du chemin de fer au Congo au Katanga (BCK). L’Union minière reste de loin la plus importante des trois. Elle s’est vu octroyer le droit d’exploiter les mines dans la vaste région du Katanga pour une durée de trente ans (prolongée jusqu’en 1990 par un décret de 1922). De plus, elle peut utiliser à sa guise les chutes d’eau et les terrains agricoles. Le capital initial de l’Union minière est de dix millions de francs, souscrit par la Société générale, la TCL et un grand nombre d’actions octroyés au CSK.
Les droits d'exploitation concédés, ainsi transmis, sont remis en cause en 1960, au moment de l'indépendance de la république du Congo (future république démocratique du Congo) et font l'objet d'un litige belgo-congolais,.